# O-型小行星
 O-型小行星非常罕見，光譜類似於不尋常的小行星3628 Boznemcová，是與一般球粒隕石L6和LL6最為吻合的小行星。它們的光譜在0.75 μm有很深吸收功能的longward。 